# Uropodina
Cohorte
Les Uropodina Kramer, 1881 sont une cohorte d'acariens Mesostigmata. Elle contient plus de 2200 espèces dans plus de 100 genres

## Classification
Sous-Cohorte Uropodiae
- Thinozerconoidea
- Polyaspidoidea
- Uropodoidea
- Trachyuropodoidea

Sous-Cohorte Diarthrophalliae
- Diarthrophalloidea